# Radiotjänsts Kabaretorkester
Radiotjänsts Kabaretorkester startades 1945 under ledning av William Lind och förekom flitigt i radio, i såväl egna som av andra producerade program. 
(Orkesterns flitiga spelande i radio speglades av skämttidningen "Vårblandaren" i raderna: "Ute blåser sommarvind, inne spelar William Lind".)
Efter någon utökning blev den "husorkester" i Lennart Hylands radioprogram Karusellen med start Trettondagsafton 1951. Denna så kallade "karusellorkester" permanentades och fick så småningom namnet Varietéorkestern med en besättning av 15-16 musiker, vilket efterhand utökades med ett 10-tal. 
Senare övertogs en föregångares namn – Underhållningsorkestern – och utvecklingen ledde till att numerären närmade sig en symfoniorkesters. 
Under namnet Radioorkestern växte den ytterligare och blev i mitten av 1960-talet det vi känner som Radioorkestern, senare formad till dagens Radiosymfoniker.